# The Daleks' Master Plan
The Daleks' Master Plan (Le grand plan des Daleks) est le vingt-et-unième épisode de la première série de la série télévisée britannique de science-fiction Doctor Who, diffusé pour la première fois en douze parties hebdomadaires du 13 novembre 1965 au 29 janvier 1966. Écrit conjointement par les scénaristes Terry Nation et Dennis Spooner, cet épisode est le sérial de Doctor Who le plus long de l'histoire de la série.

## Accroche
En l'an 4000, le Docteur doit déjouer un plan des Daleks qui les lient à 7 races extra-terrestres ennemies de la Terre. Ensemble, ils ont construit un appareil capable de détruire le temps.

## Distribution
- William Hartnell — Le Docteur
- Peter Purves — Steven Taylor
- Adrienne Hill — Katarina
- Jean Marsh — Sara Kingdom
- Peter Butterworth — Le Moine
- Nicholas Courtney — Bret Vyon
- Brian Cant — Kert Gantry
- Kevin Stoney — Mavic Chen
- Maurice Browning — Karlton
- Julian Sherrier — Zephon
- Roy Evans — Trantis
- Bryan Mosley — Malpha
- Terence Woodfield — Celation
- Pamela Greer — Lizan
- Philip Anthony — Roald
- Douglas Sheldon — Kirksen
- Dallas Cavell — Bors
- Geoffrey Cheshire — Garge
- Roger Avon — Daxtar
- James Hall — Borkar
- Bill Meilen — Froyn
- John Herrington — Rhynmal
- Robert Jewell, Kevin Manser, John Scott Martin, Gerald Taylor — Les Daleks
- David Graham, Peter Hawkins — Voix des Daleks
- Michael Guest — Le Journaliste
- Clifford Earl, Norman Mitchell, Malcolm Rogers, Kenneth Thornett — Policemen
- Reg Pritchard — L'homme en Mackintosh
- Sheila Dunn — Blossom Lefevre
- Leonard Grahame — Darcy Tranton
- Royston Tickner — Steinberger P. Green
- Mark Ross — Ingmar Knopf
- Conrad Monk — L'assistant réalisateur
- David James — Le Sheik Arabe
- Paula Topham — La Vamp
- Robert G. Jewell — Le Clown
- Albert Barrington — Le Professeur Webster
- Steve Machin — Le Cameraman
- Roger Brierley — Trevor
- Bruce Wightman — Scott
- Jeffrey Isaac — Khepren
- Derek Ware — Tuthmos
- Walter Randall — Hyksos
- May Warden — Sara Kingdom (âgée)

## Résumé

### The Nightmare Begins (partie disparue)
Année 4000, sur la planète Kembel, deux agents de la SSS, Kert Gantry et Bret Vyon font des recherches sur la disparition des agents Cory, Garvey et Lowery. Après avoir vu son partenaire se faire tuer par les Daleks, Vyon se retrouvera face au TARDIS, abandonné par le Docteur. Celui-ci est parti chercher un médicament et a laissé la garde de son vaisseau à un Steven gravement blessé et à une Katarina persuadée qu'elle est dans un temple divin voguant dans les limbes. Vyon tente de prendre le contrôle du TARDIS mais il se retrouvera finalement ligoté par l'équipage.
En parallèle de cet épisode, une émission de télé nous présente le gardien du système solaire, le tout puissant Mavic Chen qui semble avoir garanti la paix depuis plus de 25 ans. Prétextant partir pour une semaine de vacances, Chen s'en va pactiser avec les Daleks. Le Docteur aperçoit le vaisseau de Chen (un « Spar ») atterrir sur Kembel. Retournant au TARDIS, il le retrouve entouré de Daleks.

### Day of Armageddon
Alors que dans le TARDIS, Vyon collabore avec les compagnons du Docteur en leur livrant le moyen de soigner Steven, les Daleks mettent le feu à la jungle. En fuite, tous découvrent le Spar de Mavic Chen près des vaisseaux Daleks, ce qui étonne Vyon. Ayant assommé un leader extra-terrestre, Zephon, le Docteur se fait passer pour lui à la conférence. Il est alors témoin de la trahison de Chen : en échange d'une partie de l'univers, il offre aux Daleks un noyau composé exclusivement de Taranium (un métal extrêmement rare que l'on ne trouve que sur Uranus), vital pour faire fonctionner leur prochaine machine, le Destructeur Temporel. Entretemps, le réel Zephon se réveille et sonne alors l'alarme. Dans la confusion, le Docteur réussit à s'enfuir avec le Taranium. Ayant pris le Spar de Chen, Vyon est prêt à décoller sans attendre le retour du Docteur.

### Devil's Planet (partie disparue)
Le Docteur arrive in-extremis dans le vaisseau peu de temps après, tandis que les Daleks tuent Zephon estimant qu'il est responsable de ce désastre. Le Docteur, Steven et Vyon décident de prévenir la Terre de la trahison de Chen et de mettre le Taranium en lieu sûr, mais un vaisseau Dalek qui les a pris en chasse, les font changer de direction. Arrivant sur la planète prison de Desperus, le Docteur et Katarina réussissent à faire fuir des prisonniers qui tentent de mettre la main sur le Spar, pendant que Steven et Vyon réparent la panne. Alors que le vaisseau redémarre, l'un des prisonniers, Kirksen a réussi à s'introduire à l'intérieur et prend alors Katarina en otage.

### The Traitors (partie disparue)
La prise d'otage se déroule très mal et finalement, Katarina ouvrira un des sas ce qui l'éjectera dans l'espace ainsi que Kirksen. Si Steven pense que cet acte est accidentel, le Docteur explique tristement qu'il est plus probable qu'il s'agisse d'un sacrifice délibéré. Ils font route vers la Terre, mais hélas, Mavic Chen a déjà signalé Vyon comme étant un traître. En arrivant dans les locaux de la SSS, ils rencontrent un ami de Vyon, Daxtar, mais le Docteur ne tarde pas à se rendre compte que ce dernier travaillait pour Chen. Vyon ayant tué Daxtar, ils se retrouvent rapidement poursuivis par les gardes de la sécurité. Leur chef, la très zélée Sara Kingdom réussira à tuer Vyon avant de se mettre en chasse de Steven et du Docteur.

### Counter Plot
Sara poursuit le Docteur et Steven à l'intérieur d'un laboratoire de la SSS. Tous trois se retrouvent accidentellement dans une expérience de dissémination moléculaire et se font alors téléporter sur la planète Mira.
Prétendant avoir prévu cet accident, Mavic Chen donne aux Daleks la position du lieu où se trouvent Docteur et Steven. Sur Mira, Sara Kingdom (qui se révèle être la sœur de Vyon) est forcée d'aider le Docteur et Steven face à des créatures invisibles appelées les Visians. Le Docteur et Steven réussissent à convaincre Sara de la trahison de Chen et de son alliance avec les Daleks. C'est alors qu'arrive un vaisseau Dalek. Ces derniers réussissent à faire battre en retraite les Visians, mais se trouvent dangereusement proche du Docteur et de ses compagnons.

### Coronas of the Sun (partie disparue)
À la suite d'une nouvelle attaque des Visians contre les Daleks, le Docteur et ses compagnons réussissent à voler le vaisseau des Daleks. Celui-ci répond à un contrôle extérieur qui les force à ré-atterrir sur la planète Kembel. Réalisant que le temps presse, le Docteur tente de fabriquer un faux cœur en Taranium afin que les Daleks ne tombent pas sur le vrai. Au cours de l'expérience, Steven se retrouve chargé par une sorte d’énergie négative.
Sur Kembel, tous trois sont arrêtés par Chen qui négocie avec eux le cœur en Taranium. Ils s'enfuient après leur avoir laissé le faux cœur entre les mains de Steven, qui réussit à survivre aux tirs des Daleks grâce à l'énergie qui l’emplissait créant alors un champ de force autour de lui ; cette expérience le laissera toutefois inconscient.
Après avoir quitté Kembel, le TARDIS atterrit dans une zone que le docteur estime totalement empoisonnée.

### The Feast of Steven (partie disparue)
Le groupe semble avoir en réalité atterrit dans une Angleterre des années 1960, mais complètement polluée. Non loin d'un poste de police, ils sont arrêtés pour occupation interdite d'une cabine de police. Ils réussissent à s'enfuir et atterrissent au milieu d'un studio de cinéma muet des années 1920 où ils provoquent la pagaille (le Docteur est pris pour un spécialiste culturel et une actrice pense qu'elle va être remplacée par Sara). De retour au TARDIS, tous portent un toast à la fête de Noël.

### Volcano (partie disparue)
Pendant ce temps là, les Daleks tentent d'utiliser leur Destructeur Temporel sur Trantis, un de leurs alliés qu'ils considèrent comme inutile. En présence de Mavic Chen et d'un autre de leur partenaire, l'expérience échoue. Chen en déduit que le Docteur les a dupé avec un faux cœur de Taranium et les Daleks décident alors de repartir à sa poursuite.
Après avoir atterri sur Terre lors d'un match de cricket, le TARDIS apparait sur Tigus, une planète volcanique. Là, ils se retrouvent piégé par le Moine, ce dernier ayant réussi à reprendre le contrôle de son vaisseau. Il bloquera la porte du TARDIS, les laissant prisonnier éternellement sur Tigus, mais le Docteur réussit à la rouvrir en utilisant le reflet du soleil sur sa bague.
Le Docteur et ses compagnons se retrouvent en Angleterre lors de la veille du jour de l'an 1966, tandis que les Daleks rejoignent le Dalek Suprême sur Kembel avec leur machine à voyager dans le temps.

### Golden Death (partie disparue)
Le TARDIS apparait dans l'antiquité Égyptienne, près des pyramides de Gizeh où le Docteur répare la serrure de son vaisseau, en attendant le retour du Moine. Partis inspecter les environs, Steven et Sara sont faits prisonniers par des gardes de la pyramide qui les prennent pour des pilleurs de tombes, pendant que Mavic Chen et les Daleks à la recherche du Taranium, massacrent des égyptiens. Ils tombent bientôt sur le Moine et le menacent afin qu'il leur livre le Docteur.
De son côté, le Docteur découvre le TARDIS du Moine et décide de changer sa forme afin qu'il ressemble à une cabine de police. Puis, apercevant le Moine, il décide de le suivre et l'entend donc comploter avec les Daleks. Le Docteur, faisant mine de n'avoir rien vu, continue de le suivre et se montre pour négocier avec lui.
À l'intérieur de la pyramide, Steven et Sara échappent aux gardes, et se cachent dans une salle lorsqu'ils voient une étrange main enrubannée sortir d'un sarcophage.

### Escape Switch
Steven et Sara se retrouvent face à une momie qui s'avère être le Moine que le Docteur a emprisonné. Tous se retrouvent face aux Daleks et à Mavic Chen qui les prennent en otage en échange du cœur en Taranium. Annonçant par des haut-parleurs leur ultimatum au Docteur, ils intriguent la population locale qui les prennent pour des dieux. Lors de la négociation, le Docteur est forcé de redonner le cœur à Mavic Chen mais il réussit à prendre la fuite avec ses compagnons lors d'une révolte des égyptiens.
Le Moine retourne à son propre TARDIS. Son vaisseau l'ayant emmené sur une planète glacée, il s'aperçoit que le Docteur lui a volé son unité directionnelle et qu'il est contraint d'errer dans l'espace-temps (tout comme le TARDIS du Docteur). Le Docteur souhaite utiliser cette unité afin de retourner sur Kembel avant que les Daleks ne complètent le destructeur temporel, mais celle-ci provenant d'un TARDIS différent, il n'est pas compatible et grille lors du décollage.

### The Abandoned Planet (partie disparue)
Malgré le grillage de l'unité directionnelle (celle du moine appartenant à un modèle plus récent que celle du Docteur) le TARDIS a tout de même atterri sur Kembel. Non loin de là, les Daleks trahissent leur collaboration avec l'alliance galactique. S'aventurant dans la jungle, Steven et Sara perdent le Docteur et tombent sur une cité Dalek abandonnée dans laquelle ils retrouvent Mavic Chen et les membres de l'alliance galactique emprisonnés par les Daleks. Les ayant libérés, tous retournent à leur vaisseau, sauf le Spar de Mavic Chen qui explose au décollage.
À la recherche de la vraie ville des Daleks, Steven et Sara se retrouvent face à Mavic Chen, qui a simulé sa mort afin d'endormir leurs soupçons. Il les prend en otage et les emmène vers la cité secrète des Daleks.

### The Destruction of Time (partie disparue)
Mavic Chen est persuadé que le Docteur cherche à le doubler et à prendre une place influente auprès des Daleks. Arrivant de façon arrogante auprès du Dalek Suprême, il se déclare chef de l'alliance galactique. Il déchantera vite en voyant que les Daleks ne lui obéissent pas et se fera exterminer dans un couloir. Cet évènement ayant distrait les Daleks, le Docteur a subtilisé le Destructeur Temporel et s'enfuit dans la jungle de Kembel avec Steven et Sara.
Alors que Steven se retrouve seul à rejoindre le TARDIS, Sara et le Docteur sont témoins des effets du Destructeur Temporel : la jungle se met à vieillir et à se changer en poussière et bientôt Sara est victime des effets du vieillissement accéléré. Tentant de protéger le Docteur coûte que coûte, elle s'écroulera à l'état de squelette non loin du TARDIS, tandis que le Docteur tombera inconscient. Sorti du TARDIS, Steven inversera involontairement le Destructeur Temporel, ce qui aura pour effet de ranimer le Docteur in-extremis et de faire flétrir les Daleks.
Le Destructeur Temporel rendu inutilisable, Steven et le Docteur rendent une dernière fois hommage à leurs compagnons morts et repartent dans le TARDIS.

## Continuité
- L'épisode suit directement les évènements de « Mission to the Unknown » sur la planète Kembel.
- En l'an 4000, les terriens se sont étendus sur de nombreuses planètes, mais ont tout de même réussi à passer un pacte de non-agression avec les autres extra-terrestres qui dure depuis plus de 25 ans. (En 1965, lors de la diffusion de cet épisode, l'Angleterre connaissait la paix depuis une vingtaine d'années).
- Même si certains ne sont vus que brièvement à l'écran, les noms des participants de l'alliance galactique sont connus : Mavic Chen (Gardien du système solaire), Trantis, Zephon, « Le Maître de la 5e Galaxie », Celation, Beaus, Gearon, Malpha et le Dalek Suprême.
- Le Docteur suggère de fouiller dans les archives des années 2164 (année correspondant aux événements de « The Dalek Invasion of Earth ») pour combattre les Daleks.
- Cassandre prophétisait déjà la mort de Katarina dans « The Myth Makers ».
- La partie « The Feast of Steven », largement parodique, voit pour la première fois le Docteur briser le quatrième mur et souhaiter joyeux Noël aux téléspectateurs. De plus, dans le commissariat, le Docteur semble reconnaitre un homme qu'il a vu sur un marché de Jaffa en la personne de l'acteur Reg Pritchard qui jouait effectivement dans l'épisode « The Crusade ».
- "The Feast of Steven" est également le premier épisode « spécial Noël » de la série.
- La partie "Volcano" voit la réapparition du Moine, l'antagoniste de l'épisode « The Time Meddler ».
- Dans l'épisode de 2006 L.I.N.D.A, Bridget, l'une des membres du groupe homonyme qui enquête sur le Docteur, montre une photo d'une stèle égyptienne où l'on voit le TARDIS représenté sous forme de hiéroglyphe, sans doute une conséquence de l'atterrissage du vaisseau à Gizeh pendant la construction de la Grande Pyramide dans The Golden Death.
- Les aventures de Sara Kingdom sur la planète Vara seront racontées dans un comic-book paru durant la période de Noël 1966 sous le titre Dalek Outer Space Book 1967[1].

### Les Daleks
- Les Daleks sont dorénavant équipés de lance-flammes, une idée qui avait été abandonnée lors de la création du film Dr. Who et les Daleks et qui se retrouve recyclée ici.
- Au début, l'un des personnages se fait piquer par une plante Varga et éprouve le besoin de tuer, tel que cela a été introduit dans « Mission to the Unknown ».
- À la fin de l'épisode, les Daleks sont retournés à leur état "primitif" qui semble ressembler à un croisement entre une pieuvre et une étoile de mer.